# 그곳에 두고 온 라일락
《그곳에 두고 온 라일락》은 2020년 11월 28일에 방영한 《KBS 드라마 스페셜 2020》 시리즈 중 여섯 번째 작품이다.

## 줄거리
트로트 모창 가수와 그의 딸이 거짓투성이 연극에서 벗어나 진짜 행복을 찾아가는 과정을 그린 휴먼 드라마

## 등장 인물

### 주요 인물
- 이한위 : 라진성(56세) 역 - 라일락의 모창가수
- 이한위 : 라일락(59세) 역 - 전설의 트로트가수
- 정유민 : 라신혜(29세) 역 - 갤러리 도슨트, 라진성의 딸

### 주변 인물
- 설정환 : 강연우(33세) 역 - 라신혜의 예비신랑, 치과의
- 김규철 : 송사장(62세) 역 - (구)성인나이트 송실장, (현)카페 멜랑꼴리 송사장
- 유민상 : 남산(40세) 역 - 남진의 C급 모창가수
- 하재숙 : 현쑥(42세) 역 - 현숙의 D급 모창가수
- 홍지윤 : 이민경(29세) 역 - 라신혜의 대학동기, 화가, 갤러리 관장이 고모

### 그 외 인물
- 김덕현
- 손영순
- 심소연
- 김진서
- 이선영
- 김상철
- 아역
  - 인지영
  - 이아라

### 특별출연
- 김동건
- 김승욱

## 참고 사항
- 정유민, 김규철, 이아라는 KBS 1TV 일일 드라마 《꽃길만 걸어요》에 이어서 두 번째로 박기현 PD 연출작에 출연하게 되었다.
- KBS 드라마본부의 박기현 PD와 정유민, 김규철, 이아라는 KBS 1TV 일일 드라마 《꽃길만 걸어요》에 이어서 다시 한 번 호흡을 맞춘다.

## 수상 경력
- 2020년 KBS 연기대상 연작·단막극상 - 이한위